# Kochrezeptverwaltung
Unter einer Rezeptverwaltung für Kochrezepte versteht man Anwendungssoftware, mit der Kochrezepte geschrieben, gespeichert, aufgerufen und angepasst werden können.

## Datenaustauschformate
Bekannte Austauschformate für Kochrezepte sind u. a.:
- MealMaster (MM)
- RezKonv (RK), deutsche Entsprechung zu MealMaster, Spezifikation nicht im WWW verfügbar
- MasterCook
- RecipeML (vormals DESSERT),  XML-basierend[1]
- CookML[2]
- REML[3]
- ChickenPing XML
- Eat Drink Feel Good Markup Language
- RxOL
- eigene Formate von Big Oven, Living Cookbook, Now You’re Cooking, Cookbook Wizard, From Scratch, From My Kitchen, Recipe Processor, Computer Chef, ...

Rezeptverwaltungssoftware verwendet im Allgemeinen ein natives Datenformat und erlaubt den Import und Export in andere Rezeptformate sowie die Ausgabe in HTML und PDF.

## Funktionsumfang
Einzelne Programme für Rezeptverwaltung – für den Privathaushalt oder auch für die Gastronomie – ermöglichen teilweise Menü-, Wochen- oder Veranstaltungsplanungen, eine Kategorisierung von Rezepten nach Art der Gerichte, die Zuordnung von Bildern, Querverweise auf andere Rezepte, die Erstellung elektronischer Kochbücher, den Import/Export in verschiedene Rezeptformate und das Ausdrucken von Rezepten bzw. Kochbüchern. Manche ermöglichen auf einzelne Rezeptteile wie Titel, Kategorien, Zutaten, Quelle, Erfasser und Zubereitungstext bezogene Suchfunktionen.
Weitere verfügbare Funktionen sind ein Glossar gängiger Zutaten, eine Saison-Übersicht, eine Nährwertberechnung unter Verwendung von Nährwerttabellen, beispielsweise auf Basis des Bundeslebensmittelschlüssels, eine Planung des Einkaufs, die Verwaltung des Gefriergut und die Kalkulation des (Selbstkosten-)Preises. Vereinzelt erlaubt eine Vorrats- oder Zutatenverwaltung die Auswahl von Speisen nach vorgegebenen Zutaten.
Die Rezeptdatenbank der niederländischen Supermarktkette Albert Heijn erlaubt eine direkte Bestellung der Waren der Einkaufsliste über den Lieferdienst des Albert Heijn Online-Supermarktes.